# Calvillo
Calvillo är en ort i Mexiko.   Den ligger i kommunen Calvillo och delstaten Aguascalientes, i den centrala delen av landet, 500 km nordväst om huvudstaden Mexico City. Calvillo ligger 1 629 meter över havet och antalet invånare är 19 663.
Terrängen runt Calvillo är kuperad österut, men västerut är den platt. Runt Calvillo är det ganska tätbefolkat, med 58 invånare per kvadratkilometer. Calvillo är det största samhället i trakten. I omgivningarna runt Calvillo växer huvudsakligen savannskog.